# John Moore (ishockeyspelare)
John Carroll Moore, Jr., född 19 november 1990 i Winnetka, Illinois, är en amerikansk professionell ishockeyspelare som tillhör NHL-laget Vegas Golden Knights och spelar för deras farmarlag Henderson Silver Knights i AHL.  
Han har tidigare spelat på NHL-nivå för Boston Bruins, New Jersey Devils, Arizona Coyotes, New York Rangers och Columbus Blue Jackets och på lägre nivåer för Providence Bruins och Springfield Falcons i AHL, Kitchener Rangers i OHL och Chicago Steel i USHL.
Moore draftades i första rundan i 2009 års draft av Columbus Blue Jackets som 21:a spelare totalt.
Den 1 mars 2015 skickade Rangers iväg Moore, Anthony Duclair, Rangers första draftval i 2016 års draft och ett andra draftval i 2015 års draft till Arizona Coyotes i utbyte mot Keith Yandle, Chris Summers och ett fjärde draftval i 2016 års draft.
Efter drygt tre säsonger i New Jersey Devils, skrev han som free agent på ett femårskontrakt värt 13,75 miljoner dollar med Boston Bruins den 1 juli 2018.

## Statistik
| 2006–07     | Chicago Mission       | T1EHL       | 31  | 1  | 12 | 13 | 26  | —  | — | —  | —  | —  |
| 2007–08     | Chicago Steel         | USHL        | 56  | 4  | 11 | 15 | 26  | 7  | 0 | 2  | 2  | 2  |
| 2008–09     | Chicago Steel         | USHL        | 57  | 14 | 25 | 39 | 50  | —  | — | —  | —  | —  |
| 2009–10     | Kitchener Rangers     | OHL         | 61  | 10 | 37 | 47 | 53  | 20 | 4 | 12 | 16 | 2  |
| 2010–11     | Columbus Blue Jackets | NHL         | 2   | 0  | 0  | 0  | 0   | —  | — | —  | —  | —  |
|             | Springfield Falcons   | AHL         | 73  | 5  | 19 | 24 | 23  | —  | — | —  | —  | —  |
| 2011–12     | Columbus Blue Jackets | NHL         | 67  | 2  | 5  | 7  | 8   | —  | — | —  | —  | —  |
|             | Springfield Falcons   | AHL         | 5   | 1  | 1  | 2  | 2   | —  | — | —  | —  | —  |
| 2012–13     | Columbus Blue Jackets | NHL         | 17  | 0  | 1  | 1  | 2   | —  | — | —  | —  | —  |
|             | Springfield Falcons   | AHL         | 24  | 3  | 6  | 9  | 10  | —  | — | —  | —  | —  |
|             | New York Rangers      | NHL         | 13  | 1  | 5  | 6  | 6   | 12 | 0 | 1  | 1  | 2  |
| 2013–14     | New York Rangers      | NHL         | 74  | 4  | 11 | 15 | 25  | 21 | 0 | 2  | 2  | 16 |
| 2014–15     | New York Rangers      | NHL         | 38  | 1  | 5  | 6  | 19  | —  | — | —  | —  | —  |
|             | Arizona Coyotes       | NHL         | 19  | 1  | 4  | 5  | 11  | —  | — | —  | —  | —  |
| 2015–16     | New Jersey Devils     | NHL         | 73  | 4  | 15 | 19 | 28  | —  | — | —  | —  | —  |
| 2016–17     | New Jersey Devils     | NHL         | 63  | 12 | 10 | 22 | 39  | —  | — | —  | —  | —  |
| 2017–18     | New Jersey Devils     | NHL         | 81  | 7  | 11 | 18 | 47  | 5  | 0 | 1  | 1  | 12 |
| 2018–19     | Boston Bruins         | NHL         | —   | —  | —  | —  | —   | —  | — | —  | —  | —  |
| NHL totalt  | NHL totalt            | NHL totalt  | 447 | 32 | 67 | 99 | 185 | 38 | 0 | 4  | 4  | 30 |
| AHL totalt  | AHL totalt            | AHL totalt  | 102 | 9  | 26 | 35 | 35  | —  | — | —  | —  | —  |
| OHL totalt  | OHL totalt            | OHL totalt  | 61  | 10 | 37 | 47 | 53  | 20 | 4 | 12 | 16 | 2  |
| USHL totalt | USHL totalt           | USHL totalt | 113 | 18 | 36 | 54 | 76  | 7  | 0 | 2  | 2  | 2  |